# Ruská osvobozenecká armáda
Ruská osvobozenecká armáda – ROA (německy Russische Befreiungsarmee, rusky Русская освободительная армия – РОА, Russkaja osvoboditel'naja armija – ROA) byla v době druhé světové války organizace několika vojenských jednotek ruských zajatců, zběhů, zrádců, bývalých emigrantů a odpůrců režimu, kteří na straně nacistického Německa dobrovolně bojovali proti Sovětskému svazu. Pro tyto jednotky se vžilo označení vlasovci podle jména jejich velitele generála Andreje Andrejeviče Vlasova.

## Postoj velení a filozofie hnutí
Oficiálně vznikla Ruská osvobozenecká armáda z podnětu Komitétu pro osvobození národů Ruska (KONR). Při získávání dobrovolníků pro toto vojsko prohlašovali velitelé a političtí pracovníci, že sice bojují v řadách ozbrojených sil Velkoněmecké říše, ale až nadejde vhodná doba – to jest po zvratu válečných výsledků ve prospěch Německa – vyjednají s Německem mír a budou žít „ve svobodném Rusku“, případně „v dalších zemích násilně ovládnutých proletářskou diktaturou“. Později se zejména generál Sergej Buňačenko vyhýbal bojovým střetům s Rudou armádou. Ty oddaloval jednak ignorováním německých rozkazů s tím, že on sám je podřízen přímo generálu Vlasovovi, a jednak při přesunech k řece Odře nevyužil železniční přepravy své divize, nýbrž nařídil pěší pochod. Snahou velení ROA bylo nestřílet na vojáky Rudé armády, ale pouze na politruky, a vojáky samotné pak získávat pro boj proti Stalinovi.

## Historie

### Situace před vznikem

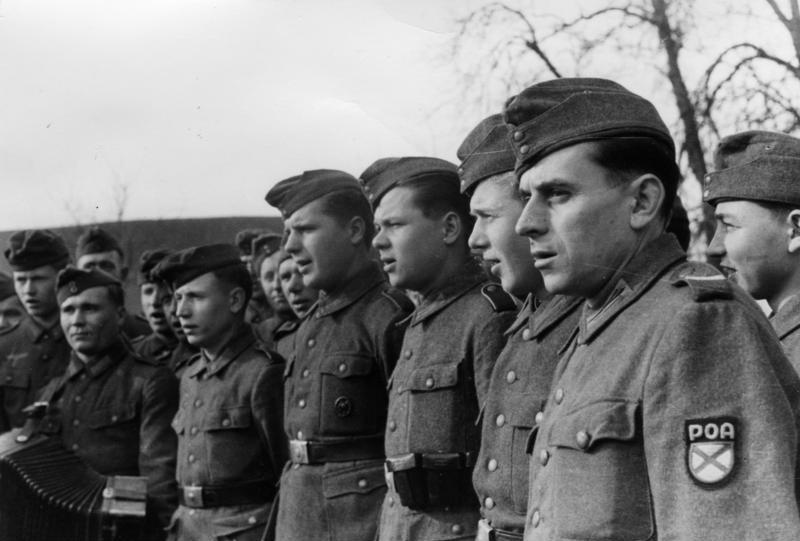
Nástup jednotky vlasovců v roce 1944, viz znak na paži

Po přepadení Sovětského svazu nacistickým Německem (Operace Barbarossa) padly do zajetí miliony sovětských válečných zajatců různých národů (tedy nejen Rusů). Jejich národní a politické smýšlení bylo různé, část zajatců nesouhlasila se Stalinovým režimem, mnoho z nich bylo zdrceno tím, že se Stalin zajatců zřekl a považoval je za zrádce. Brutální zacházení se sovětskými zajatci ze strany Němců, kterými byli považováni za podlidi, si jenom v prvním roce vyžádalo životy až 3 milionů zajatců. Masové vyhlazování zajatců bylo součástí nacistického plánu genocidy slovanského obyvatelstva tzv. Generalplan Ost. Později byla likvidace sovětských zajatců zastavena vzhledem k nepříznivému vývoji situace na východní frontě pro Německo, a zajatci začali být využíváni na nucené práce a začalo se také uvažovat o jejich nasazení do boje proti Rudé armádě.
Během času se z části těchto vojáků formovaly různé dobrovolnické i pomocné jednotky, divizemi Waffen-SS počínaje a zásobovacími a pracovními jednotkami konče, například Turkestánská legie, Legie Volžských Tatarů, Ázerbájdžánská legie, Gruzínská legie, která v dubnu 1945 na nizozemském ostrově Texel povstala proti Němcům, a další. Postupem času vznikaly i ruské bojové jednotky, jako např. 1. ruská národní armáda, RONA, Ruský ochranný sbor, Kozácký stan, XV. kozácký jezdecký sbor, Ruská národní lidová armáda a další. 
Počátky vzniku Ruské osvobozenecké armády jako vojenské organizace lze klást do roku 1942, kdy bylo v Berlíně ustanoveno zvláštní středisko, které se zabývalo získáváním „výjimečných“ ruských válečných zajatců. Téhož roku byl zajat sovětský generál Andrej Andrejevič Vlasov, který se postupně stával ústřední postavou těch, kteří nenáviděli komunistický režim v Sovětském svazu a chtěli proti němu bojovat. Politické cíle hnutí Vlasov na konci roku 1942 formuloval ve Smolenském provolání. Vlasov během roku 1943 získával další spolupracovníky a snažil se ve spolupráci s německými činiteli vytvořit ruské bojové jednotky. Školení budoucích velitelských kádrů probíhalo ve škole v Dabendorfu. Problémem bylo, že na straně Němců nejenže panovala k Rusům nedůvěra, ale stále tu byla doktrína o „méněcenné slovanské rase“, což bylo překážkou rychlejšího vzniku ruských vojenských sil, které se odkládalo prakticky až do konce roku 1944.
V létě 1944 vznikla 29. granátnická divize SS (1. ruská), která se pod vedením Bronislava Kaminského zapojila do bojů během Varšavského povstání. Tato divize se pod vedením Kaminského účastnila potlačení Varšavského povstání v oblasti Ochota, kde RONA spáchala mnoho válečných zločinů (vraždy, znásilnění a rabování). Podle spolehlivých zpráv spáchali vojáci téměř 700 vražd,[zdroj?] i když v době varšavského povstání tvořili jen 1 % německých sil. Kaminski měl za to, že spadá přímo pod autoritu velitele SS Heinricha Himmlera a nechtěl přijímat rozkazy od generála SS Ericha von dem Bach-Zelewského, který německým silám ve Varšavě velel. Varšavské povstání začalo 1. srpna 1944 a 4. srpna 1944 byl vyhlášen bojový poplach brigády, která měla být použita k potlačení povstání. SS-Gruppenführer Heinz Reinefarth byl pověřen vedením Kampfgruppe Reinfarth, pacifikační jednotky, která se měla vytvořit z jednotek Kaminského spolu s oddílem Oskara Dirlewangera a několika oddíly pořádkových policejních sil Ordnungspolizei a dalších oblastních jednotek SS. Kaminský na osobní Himmlerův rozkaz vyčlenil ze své brigády pohotovostní skupinu 1700 svobodných mužů (některé zdroje uvádějí, že měli čtyři tanky T-34, jeden kus SU-76 a několik děl) a poslal je do Varšavy jako smíšený pluk pod velením velitele štábu brigády, SS-Sturmbannführera Ivana Frolova. Frolov později v roce 1945 uvedl, že pluk měl až 1600 mužů a 7 dělostřeleckých kusů a 4 minomety. Frolov v roce 1944 poznamenal, že Kaminski dal svým lidem svolení k rabování a mnozí jej využili. Brigáda brzy ztratila jakoukoli bojovou hodnotu a příslušníci jednotky se zaměřili výhradně na shromažďování cenností, ukradených z civilních domů. V masakrech ve čtvrti Ochota a ve čtvrti Wola bylo zabito asi 10 000 obyvatel Varšavy, civilistů a pacientů v nemocnicích, nejvíce z nich povraždili Kaminského muži. Heinrich Himmler použil zločinné jednání varšavské skupiny jako záminku, aby Kaminského a jeho vedení po vojenském soudu v Litzmannstadtu (Lodži) nechal popravit. Byli souzeni za krádež majetku Říše, protože odcizené cennosti měly být úředně odevzdány, ale Kaminski a jeho lidé se je pokusili udržet pro sebe. Existují také náznaky, že Kaminského vojáci během zásahu ve Varšavě znásilnili a zavraždili německé ženy, členky Kraft durch Freude. Pokud je to pravda, mohl to být další důvod k odsouzení. S Kaminským byl také popraven náčelník štábu brigády Waffen-Obersturmbannführer Ilja Šavykin. Vojáci skupiny R.O.N.A. dostali falešné vysvětlení, že Kaminski byl zabit polskými partyzány. Když Kaminského lidé toto vysvětlení odmítli, Gestapo vzalo Kaminského auto, strčilo ho do příkopu, rozstřílelo kulometem a všude po něm otřelo husí krev jako důkaz. Demoralizované zbytky jednotky byly odsunuty z města a umístěny na sever, daleko od jakékoli partyzánské činnosti. Po Kaminského smrti jeho jednotce velel SS-Brigadeführer a generálmajor policie Christoph Diehm.
Divize byla poté rozpuštěna a její mužstvo bylo včleněno do Ruské osvobozenecké armády (ROA) generála Vlasova.

### Vznik ROA

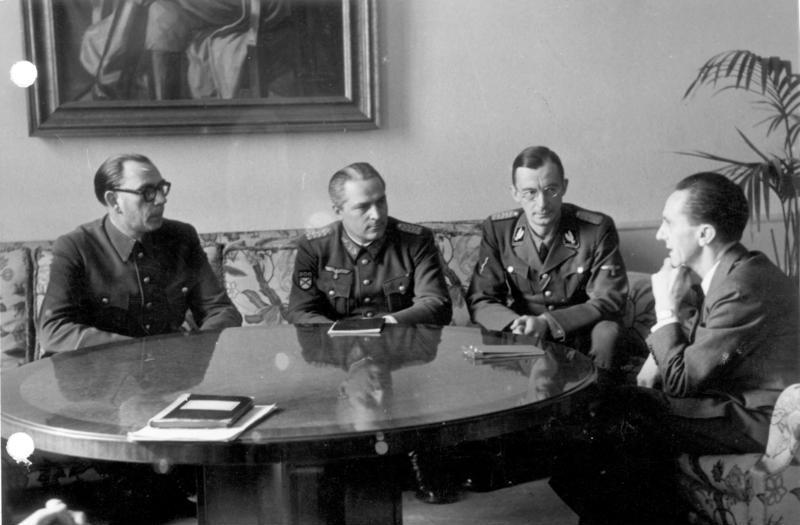
Vlasov a gen. Žilenkov (uprostřed) s Josephem Goebbelsem (únor 1945)

Dne 14. listopadu 1944 byly v Praze ustanoveny Komitét pro osvobození národů Ruska (KONR) a Ruská osvobozenecká armáda (ROA), jejíž základ tvořili sovětští váleční zajatci, bývalí příslušníci 29. granátnické divize SS (1. ruské) a bývalí příslušníci 30. granátnické divize SS (2. ruské), která byla rozpuštěna pro nespolehlivost po ozbrojené vzpouře ve Francii.
Tento akt doprovázela jak vlažnost z oficiálních německých míst, tak ze strany české veřejnosti, která v ROA viděla spojence nacistického Německa. KONR vydal Pražský manifest, ve kterém oslovoval národy Ruska v boji proti Stalinovi, ale který též předpokládal uzavření míru s Německem a vytvoření svobodného Ruska bez bolševiků. První vojenské útvary se začaly vytvářet již krátce po tomto aktu. 9. listopadu 1944 byla ve výcvikovém táboře Münsingen vytvořena 1. divize, která se skládala zejména z různých dobrovolnických útvarů, které byly staženy z fronty. Těmto vojskům velel plk. Sergej Kuzmič Buňačenko. Jednotky byly vybaveny ručními zbraněmi a několika kořistními sovětskými tanky T-34. Od počátku roku 1945 vznikala ve výcvikovém táboře Hauberg druhá divize pod velením generála Zvěreva, která se skládala převážně z vojáků přímo ze zajateckých táborů. Samostatným útvarem ROA byla letecká jednotka, která obdržela 16 Messerschmittů Bf 109 G, 12 Junkersů Ju 88 a 5 Heinkelů He 111 pod velením Malceva. V letecké jednotce sloužili dva Hrdinové SSSR Byčkov a Antilevskij. Složení všech jednotek z názorového hlediska bylo různé. Velká část vojáků chtěla bojovat proti Stalinovi, ovšem na straně druhé nesouhlasili s nacistickým režimem v Německu. Někteří z nich odešli k ROA z důvodu krutých podmínek, které panovaly v německých zajateckých táborech. S blížícím se koncem války se však čím dál zřetelněji ukazovalo, že ROA bude bojovat zejména sama za sebe.

### Nasazení ROA v boji
Dne 2. března 1945 dostal velitel 1. divize Buňačenko rozkaz od německého důstojníka na přesun do bojového prostoru. Zde došlo k prvním sporům, protože Buňačenkův nadřízený byl generál Vlasov, který situaci později uklidnil tím, že rozkazy potvrdil. Buňačenkova divize se vydala na pěší pochod ve třech proudech až ve dnech 6.–8. března. První bojové vystoupení se odehrálo 14. března v prostoru soutoku Odry a Nisy u Erlenhofu, kde se vojáci ROA neúspěšně pokoušeli zlikvidovat sovětské předmostí na Odře. „V rozporu s cíli hnutí bylo k tomuto kroku přistoupeno, protože divizi již docházely zásoby a vyhlídka na zásobování Němcům protivné armády nebyla valná.“ Poté byla divize z iniciativy vlastního velení stažena a přemístěna na jih. Jednotky postupně pronikly do Čech, kde vzniklo několik sporů mezi nimi a německými silami. Mezitím bylo plánováno jejich další bojové užití, počítalo se s jejich využitím při obraně Brna. Velitel skupiny armád Střed Ferdinand Schörner nechal vyzbrojit ROA kanóny a tankovými stíhači Jagdpanzer 38(t) Hetzer, vyráběnými v Praze.
Vlasovci měli měli letecké eskadry umístěné v Chebu, Německém Brodě a v Mariánských lázních a v Podkrkonoší vysadili paradesantní jednotku. Nejsilnějším bojovým uskupením byla 1. pěší divize ROA generála Sergeje Buňačenka, dislokovaná od 3. května 1945 jižně od Berouna v Suchomastech.

### Účast na Pražském povstání

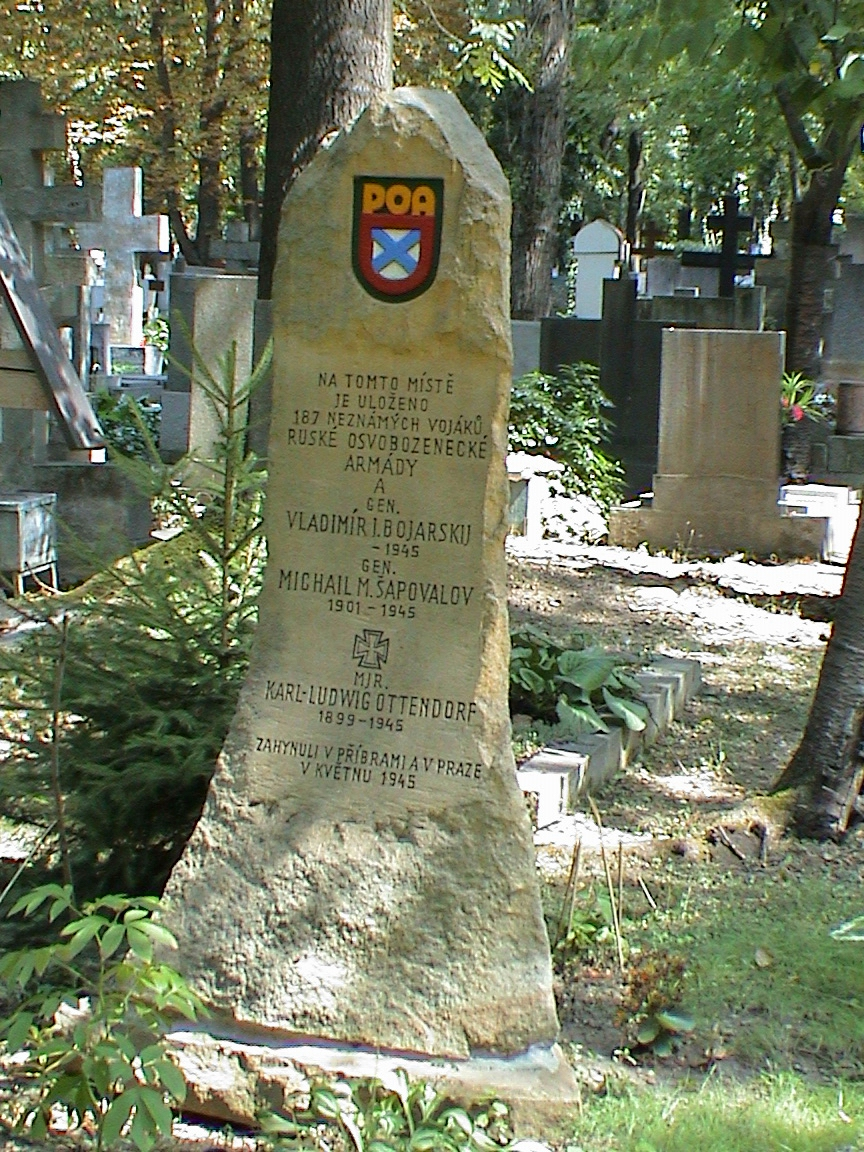
Náhrobek u hromadného hrobu příslušníků ROA na Olšanských hřbitovech v Praze

Na samotném sklonku války se armáda ROA ocitla v nezáviděníhodné situaci. Její jednotky byly umístěny po boku Schörnerovy milionové armádní skupiny „Střed“ v Čechách a na Moravě, kde měly dále brzdit postup Rudé armády, ale v dubnu 1945 – po dobytí Berlína Rudou armádou a smrti Adolfa Hitlera – bylo představitelům ROA jasné, že Německo válku prohraje a že je čeká ze strany Sovětského svazu trest za válečnou zradu a kolaboraci s fašistickým Německem.[zdroj?] Jako jedinou šanci zachránit se spatřovalo vedení ROA v pomoci Čechům při povstání, čímž si chtělo získat jejich sympatie. Současně představitelé ROA věřili v postup Američanů hluboko na české území, při kterém chtěli Američanům asistovat a měli záměr získat pro Američany pod kontrolu co největší část Čech, kam by následně nevstoupila Rudá armáda.[zdroj?] Při vzájemné korespondenci Vlasov s velitelem ROA v Praze Sergejem Buňačenkem doslova uváděli, že je jejich cílem „pomoci Čechům od Němců, aby jim dále bylo pomoženo od bolševiků“.[zdroj?]
Na přelomu dubna a května 1945 již generál Vlasov tajně navazoval kontakty s představiteli domácího odboje a jednal s nimi o možné účasti ROA na připravovaném povstání na straně povstalců. K témuž se Vlasova snažili přesvědčit i někteří důstojníci NKVD, operující na území Protektorátu. Buňačenko s plánem souhlasil. Vlasov po sovětském vedení požadoval, aby jemu a jeho vojákům bylo odpuštěno za to, že zradili rudou armádu. Odpověď nikdy nepřišla, ale přesto se mezi mužstvem rozšířila fáma, že jim Stalin přislíbil amnestii výměnou za zapojení do boje proti Němcům.
5. května, při vypuknutí Pražského povstání, se začaly přesunovat jednotky ROA ze Suchomast do Prahy, kam dorazily 6. května v brzkých ranních hodinách. Povstalecké velitelství Bartoš schválilo účast vlasovců v boji. ROA se tak postavila na stranu povstalců, a dva dny bojovala po jejich boku, kdy skutečně nesla největší tíhu bojů s německými vojsky. Vojáci ROA neboli vlasovci (jak byly Čechy jednotky ROA nazvány díky jejich veliteli generálu Vlasovovi) obsazovali pod velením Buňačenka v Praze důležité opěrné body a uzly a ovládli velkou část Prahy a jejího předměstí. Zde vedli boje proti německým vojskům, osvobodili levý břeh Vltavy, především Smíchov, pronikli až na Pankrác a při ústupu zdrželi, za velkých ztrát, protivníka u Lahovického mostu. Obklíčili Ruzyňské letiště, ale německým silám se podařilo z obklíčení ustoupit a vlasovci se střetli pouze se zadním vojem.
Již druhý den bojů si však Vlasovci začali přivlastňovat Pražské povstání sami pro sebe – nárokovali si ukořistěné zbraně, které následně chyběly československým povstalcům, což navyšovalo jejich ztráty na životech, a zároveň se dožadovali v budově povstaleckého rozhlasu, aby bylo vysíláno jimi diktované provolání ke světové veřejnosti, ve kterém chtěli vylepšit svůj obraz a zajistit si beztrestnost.[zdroj?] Když redakční rada pražského rozhlasu jejich nátlak odmítla, rozhodli se vlasovci pro vojenský útok na budovu rozhlasu. K tomu však nakonec po vzájemném vyjednávání představitelů ROA a České národní rady nedošlo, když si i rozhořčení vlasovci sami uvědomili, že taková událost by jim na jejich poválečném obrazu nepřidala.[zdroj?]
Česká národní rada (ČNR) vedla s Vlasovci jednání, ale nakonec na nátlak komunistů v čele s Josefem Smrkovským jejich pomoc odmítla. Večer 7. května se delegace vlasovců setkala s představiteli velitelství Bartoš a společně domlouvali další postup. Když se ale delegace potkala s komunistickým místopředsedou ČNR Josef Smrkovským, došlo k roztržce; zatímco velitelé povstalců domlouvali s ROA další postup, Smrkovský vyčetl Vlasovcům, že je o účast v bojích nikdo neprosil, nazval je zrádci své vlasti a prohlásil, že jsou pro ČNR stejní nepřátelé jako Němci.
Velitel povstání generál Karel Kutlvašr se snažil Smrkovského slova mírnit. Nakonec byli komunisté v ČNR přehlasování a rada schválila prohlášení, ve kterém ROA děkovala. Buňačenka ale jednání ČNR rozezlilo. Tečkou za pražským vojenským vystoupením vlasovců bylo, když se dozvěděli, že vojáci Spojených států dodrží domluvenou demarkační linii a do Prahy nepřijedou.[zdroj?] Ve 23 hodin začala ROA rozkazem generála Buňačenka opouštět Prahu a přesouvat se za demarkační linii. Při jednání v Berouně 8. května dopoledne mezi Vlasovem, Buňačenkem a zástupci pražského odboje vydal generál Buňačenko rozkaz, aby se dělostřelecký oddíl ROA vrátil do Prahy a zůstal s povstalci až do konce. Dělostřelci ROA o síle asi 800 mužů pak ze Smíchova odrazili poslední nápor jednotek SS, které se blížily k Praze z jihu z výcvikového prostoru Hradištko. Buňačenko měl údajně prohlásit: „Čechoslováci se podíleli na osvobození Kyjeva. A já jsem z Kyjeva, takže vám tu nechávám dělostřelce.“
O tom, nakolik jejich zapojení ovlivnilo průběh povstání, se vedou spory. Poté, co se vlasovci z Prahy stáhli, protože Česká národní rada odmítla s Buňačenkem jednat, barikádníci se až do německé kapitulace, která wehrmachtu i jednotkám SS umožnila odjezd, jen zoufale bránili.
Se sovětskými vojáky přijeli do Prahy též příslušníci tajné služby NKVD a vojenské kontrarozvědky Směrš, a začali nezákonně zatýkat různé osoby, které považovali za zrádce a nepřátele Sovětského svazu. Lehce zraněné vojáky si Buňačenko z Prahy odvezl, ale těžce zraněné vojáky, kteří leželi v různých pražských nemocnicích, příslušníci Směrš a NKVD vyvlékali z postelí, ubíjeli a jejich těla házeli do neoznačené jámy na Olšanských hřbitovech. Odhaduje se, že takto bylo zavražděno asi 198 zraněných příslušníků ROA. Jedna ze skupin vojáků ROA, která nestačila z Prahy před Rudou armádou utéct, byla ruskými vojáky v Praze-Jinonicích postřílena. Jejich těla jsou dosud zakopána v neoznačeném místě na poli, které se rozkládá mezi ulicí Souběžná IV. a chráněnou oblastí pískovny Vidoule. (Podrobnosti o této události jsou uvedeny v hesle Hrob příslušníků 1. divize ROA v Jinonicích.) 
Při postupu ROA směrem k americkým pozicím na demarkační linii došlo v brdských lesích k několika bojovým střetnutím příslušníků ROA s českými a sovětskými partyzánskými oddíly. Dne 7. 5. 1945 byl českými partyzány zajat jeden z velitelů ROA Vladimir Bojarskij a v Příbrami popraven oběšením.[zdroj?]
Citace z prohlášení Sergeje Buňačenka k Pražskému povstání:  
| „ | Postoj místních k nám se rychle změnil… Koněv byl naším neočekávaným příchodem, který tak významně zvrátil poměr sil ve prospěch Čechů a pomohl zabránit krveprolití – zcela zaskočen. Nejvyšší velitelé ROA se rychle sešli s vůdci tzv. „prozatímní vlády“, kteří jim jasně dali na vědomí, že naše další přítomnost není vítaná.[zdroj?] | “ |

### Konec ROA
Po opuštění Prahy směřovaly jednotky 1. divize ROA opět do Suchomast a poté pokračovaly dále na jih do oblastí obsazených Američany. Některé vojenské oddíly vlasovců však byly obklíčeny ještě v oblastech obsazených Rudou armádou, jiné dospěly do oblastí pod americkou kontrolou. Tam se počátkem května 1945 nacházelo i jižní uskupení ROA. Avšak i tyto vojáky Američané předali Sovětům, i když generál Vlasov napsal 11. května vládám USA a Spojeného království dopis, ve kterém vylíčil postoje ROA a obavy z dalšího osudu svých vojáků.[zdroj?] Dne 12. května předali Američané Sovětům i samotného generála Vlasova.[zdroj?]
Další příslušníci ROA byli popraveni v Sovětském svazu. Vlasov, Buňačenko, Žilenkov a další velitelé ROA usedli na lavici obžalovaných pro velezradu, aktivní špionáž a teroristickou činnost. Soud probíhal podle předem vypracovaného scénáře, v němž byl pevně určen a schválen trest smrti oběšením. 1. srpna 1946 byl rozsudek nad odsouzenými veliteli ROA v Moskvě vykonán. Běžní vojáci ROA byli většinou odsouzeni k těžkým žalářům a nuceným pracím v gulagu.[zdroj?]

### Válečné zločiny ruských dobrovolnických jednotek, pozdějších členů ROA

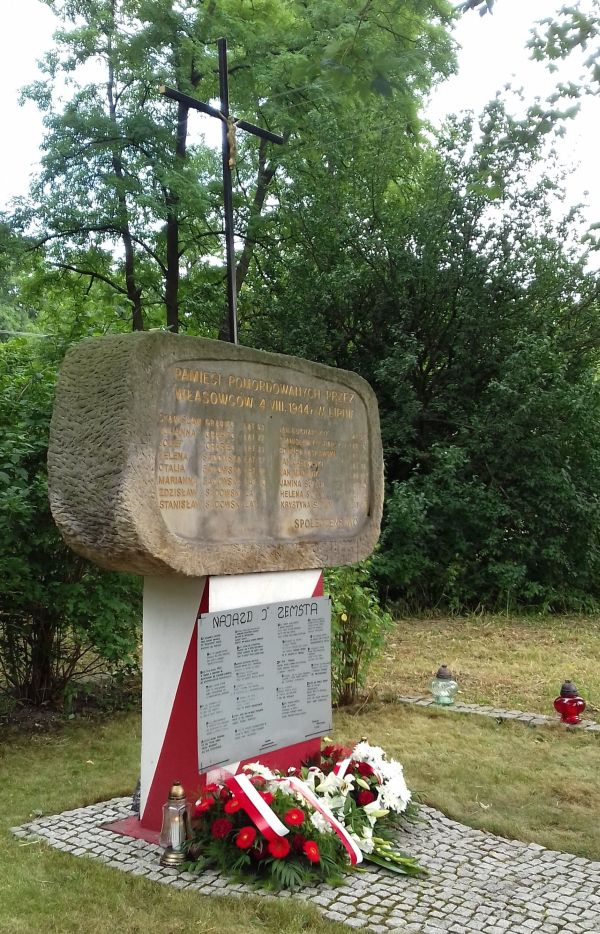
Pomník se jmény 16 obyvatel polské obce Lipno ve věku od 1 do 86 let, zavražděných vlasovci dne 4. srpna 1944

V Buňačenkově divizi bylo i 5 000 vojáků z Kaminského brigády, která se podílela na krvavém potlačení Varšavského povstání.
4. srpna 1944 způsobili vlasovci masakr v polské obci Lipno. Zavraždili 16 obyvatel obce ve věku od 1 do 86 let a zničili budovy. Na okraji zámeckého parku u silnice se nachází pomník se jmény zavražděných. Nápis informuje, že je zabili vlasovci. Umístěna je také veršovaná báseň účastníka událostí Władysława Grabce, kterému se podařilo uprchnout. Čteme v ní, že tábory nepřátel, které tudy projížděly, poblíž Lasochowa, se setkaly s partyzány. Vypukl boj, vlasovci ustoupili do Lipna, pálili budovy, stříleli do bezbranných lidí, kteří utíkali z ohně.
V září 1962 bylo na Krajské správě MV v Banské Bystrici zahájeno vyšetřování činnosti protipartyzánské jednotky Slovenské pracovní služby se sídlem v Žilině a Kremnici. V říjnu 1962 jeden ze svědků vypověděl, že na začátku ledna 1945 jednotka provedla protipartyzánskou akci v obci Kšinná, při které byl zajat sovětský partyzán, kterého svědek s jedním vlasovcem na Nižňanského rozkaz zastřelil. V žádné akci prý jednotka neměla zajatce a v předním sledu byly vždy německé oddíly a vlasovci.
Do boje proti 1. čs. partyzánské brigádě Jana Žižky byla nasazena i fiktivní partyzánská jednotka „Za rodinu“ velitele nadporučíka Waltera von Proskowetze (krycí jméno Pinkas). Ten byl velmi dobře obeznámen s místními poměry, jelikož pocházel z Všetul, dnes součást Holešova. Tudíž vedle němčiny ovládal dobře i češtinu. Jeho oddíl tvořili převážně vlasovci a ukrajinští nacionalisté, kteří se v případě potřeby vydávali za sovětské partyzány. První schůzka s falešným partyzánským oddílem se konala 24. února 1945 přímo v sídle štábu brigády.
26. dubna 1945 se sešli partyzáni na poradu v domku u Lažů čp. 439 (Huslenky). Usedlost byla gestapem a oddílem vlasovců přepadena. Některým partyzánům se podařilo uprchnout. Rotný Josef Laža se zastřelil, jak přikazovala partyzánská přísaha. Dům byl zapálen, a ostatní v domě uhořeli. V lese se podařilo ukrýt dvěma svědkům, kteří po válce podali svědectví. Zatčeno a odvezeno bylo 11 obyvatel. 3. května 1945, kdy gestapo narychlo opouštělo Vsetín, vězně propustilo, ale kromě Jana Laži a Františka Buzka. František Jaroš, který byl řidičem gestapa, vypověděl: „Při útěku ze Vsetína jsem autě vezl člena gestapa Hanse Danzmayera, důstojníka vlasovců a dva partyzány Jana Lažu a Františka Buzka. Mezi obcemi Police a Kunovice nařídil Danzmayer zastavit a partyzány z auta vytáhl. Jednoho zastřelil, druhého zabil vlasovec. Mrtvé nechali ležet u silnice a pokračovali v jízdě. Danzmayer nebyl dopaden a jeho pobyt zůstal neznámý.“ 
Události v Polsku se staly ještě před ustavením KONR 14. listopadu 1944 a faktickým vznikem ROA. Na Moravě byly často využívány v protipartyzánském boji útvary rusky mluvících dobrovolníků. Obecně se jim říkalo „vlasovci“, i když formálně většinou Vlasovově Ruské osvobozenecké armádě nijak podřízeni nebyli.

### Kontroverze
Dne 29. dubna 1945, těsně před osvobozením Rudou armádou, došlo nedaleko Velehradu u obce Salaš v trati Vápenice k tragédii. Zvěrsky mučeno a zastřeleno bylo 19 mužů a jedna žena, většinou obyvatelé Salaše. Na tomto místě, asi jeden a půl kilometru od obce, byl vybudován památník obětem salašské tragédie. Součástí památníku jsou i pomníčky se jmény obětí. Tento masakr bývá někdy chybně přičítán jednotkám ROA, ale jednalo se o příslušníky protipartyzánského ZbV-Kommanda 43 pod velením SS-Sturmbannführera Wernera Brandta, který pro získání potřebných informací a při pokusech infiltrovat partyzánský oddíl Olga používal ruské a ukrajinské provokatéry.